# Нокомис (Флорида)
Нокомис (англ. Nokomis) — статистически обособленная местность, расположенная в округе Сарасота (штат Флорида, США) с населением в 3334 человека по статистическим данным переписи 2000 года.

## География
По данным Бюро переписи населения США статистически обособленная местность Нокомис имеет общую площадь в 5,18 квадратных километров, из которых 4,4 кв. километров занимает земля и 0,78 кв. километров — вода. Площадь водных ресурсов округа составляет 15,06 % от всей его площади.
Статистически обособленная местность Нокомис расположена на высоте 3 м над уровнем моря.

## Демография
По данным переписи населения 2000 года в Нокомисe проживало 3334 человека, 955 семей, насчитывалось 1544 домашних хозяйств и 1820 жилых домов. Средняя плотность населения составляла около 643,63 человека на один квадратный километр. Расовый состав населённого пункта распределился следующим образом: 97,69 % белых, 0,60 % — чёрных или афроамериканцев, 0,24 % — коренных американцев, 0,30 % — азиатов, 0,90 % — представителей смешанных рас, 0,27 % — других народностей. Испаноговорящие составили 1,86 % от всех жителей статистически обособленной местности.
Из 1544 домашних хозяйств в 19,8 % воспитывали детей в возрасте до 18 лет, 49,8 % представляли собой совместно проживающие супружеские пары, в 8,0 % семей женщины проживали без мужей, 38,1 % не имели семей. 30,2 % от общего числа семей на момент переписи жили самостоятельно, при этом 13,7 % составили одинокие пожилые люди в возрасте 65 лет и старше. Средний размер домашнего хозяйства составил 2,15 человек, а средний размер семьи — 2,64 человек.
Население статистически обособленной местности по возрастному диапазону по данным переписи 2000 года распределилось следующим образом: 17,1 % — жители младше 18 лет, 5,3 % — между 18 и 24 годами, 25,5 % — от 25 до 44 лет, 28,3 % — от 45 до 64 лет и 23,8 % — в возрасте 65 лет и старше. Средний возраст жителей составил 46 лет. На каждые 100 женщин в Нокомисe приходилось 100,6 мужчин, при этом на каждые сто женщин 18 лет и старше приходилось 97,4 мужчин также старше 18 лет.
Средний доход на одно домашнее хозяйство статистически обособленной местности составил 34 699 долларов США, а средний доход на одну семью — 37 731 доллар. При этом мужчины имели средний доход в 27 209 долларов США в год против 21 563 доллара среднегодового дохода у женщин. Доход на душу населения статистически обособленной местности составил 34 699 долларов в год. 8,6 % от всего числа семей в населённом пункте и 12,9 % от всей численности населения находилось на момент переписи населения за чертой бедности, при этом 13,4 % из них были моложе 18 лет и 10,6 % — в возрасте 65 лет и старше.